# 천공전기 슈라토
천공전기 슈라토는 타츠노코 프로덕션이 제작한 TV 애니메이션 시리즈이다. 1989년 4월 6일부터 1990년 1월 18일까지 TV 도쿄에서 총 38화로 방영되었으며, 《슈라트: 창세의 암투》라는 OVA판이 1991년 8월 16일부터 1992년 3월 16일까지 총 6화로 방영되었다. 
대한민국에서는 《천하무적 슈라트》라는 제목으로 1997년 12월 3일부터 1998년 2월 11일까지 KBS에서 방영되었다. 

## 줄거리
무술 대회에서 서로 싸우는 동안 슈라토와 가이는 갑자기 빛의 줄기에 싸여, 현대 기술이 존재하지 않는 평행 세계 텐쿠카이로 이동한다. 대신 사람들은 영적 에너지의 형태인 소마에 의지한다. 

## 등장인물
- 히다카 슈라토
- 쿠로키 가이
- 라크슈